# Kasan
Kasan (russisk: Казань, tr. Kazan; tatarisk: Казан, tr. Qazan) er en by i den Russiske føderation og hovedstad i Republikken Tatarstan. Byen er beliggende ved Volga-floden og har 1.259.173 (2022) indbyggere, hvilket gør Kasan til den Russiske føderations sjettestørste by.

## Geografi
Kazan ligger på venstre bred af Volga-floden ved sammenløbet af Kasankafloden, 820 km øst for Moskva. På grund af sin geografiske placering har Kazan længe været et handelscenter mellem Øst- og Vestrusland. Byen ligger i tidszonen UTC + 3 (MSK).

### Klima
Kazan har koldt tempereret fastlandsklima. Den koldeste måned er januar med en gennemsnitstemperatur på -10,4 °C. Den varmeste måned er juli med en gennemsnitstemperatur på 20,2 °C. Den gennemsnitlige temperatur på årsbasis er 4,6 °C. Den gennemsnitlige årlige nedbørsmængde er 562 mm.

## Historie
Ifølge den seneste arkæologiske forskning menes Kasan at være grundlagt 1005  e.v.t. af Volga-bulgarerne, et tartarisk nomadefolk, der beboede området øst for det daværende Kijevrige, som grænsefort mod Kijevriget. Byen nævnes første gang i 1391 i russiske annaler.
Kasan voksede sig til en større by i anden halvdel af 1200-tallet, hvor den tjente som et vigtigt handelscentrum for Den Gyldne Horde. I 1438 blev byen hovedstad i Kasan-khanatet.
I 1552 blev byen stormet og indlemmet i Rusland af zar Ivan den Grusomme. I dag er Kasan et vigtigt industri- og handelscentrum i den Russiske føderation.

## Sport
- Rubin Kasan, fodboldklub.
- Centralstadion. Kapacitet: 30.133 tilskuere.

## Kultur
Kasan er en etnisk smeltedigel med flere forskellige folkeslag og religioner. Byens kreml rummer både kirker og moskéer. Derudover har byen flere universiteter og har før i tiden været et centrum for teologi og videnskab.
De dominerende religioner er sunni-islam og russisk ortodoks kristendom.